# Tierra Colorada, Acayucan
Tierra Colorada är en ort i Mexiko.   Den ligger i kommunen Acayucan och delstaten Veracruz, i den sydöstra delen av landet, 500 km öster om huvudstaden Mexico City. Tierra Colorada ligger 75 meter över havet och antalet invånare är 462.
Terrängen runt Tierra Colorada är platt, och sluttar söderut. Runt Tierra Colorada är det ganska tätbefolkat, med 199 invånare per kvadratkilometer. Närmaste större samhälle är Acayucan, 8,9 km öster om Tierra Colorada. Omgivningarna runt Tierra Colorada är en mosaik av jordbruksmark och naturlig växtlighet.